# 喬西·羅蘭
乔西‧罗兰‧洛佩斯 (出生於1987年3月19日) 藝名为 乔西‧罗兰，一个美国女演员。她最著名的角色是在 ABC的家庭 系列裡 Make It or Break It的凯莉克鲁斯， 以及电视劇心计中的FBI探員米歇尔维加。

## 个人生活
乔西出生於佛罗里达州的 迈阿密 ，是古巴血统。 在她搬去之前，曾经是迈阿密的啦啦队Top Gun All Stars的一員。  她就讀加州大学洛杉矶分校。 母亲是Mercy Lopez，佛罗里达州迈阿密Zelda Glazer中学的一名老师。  她高中在迈阿密的新世界艺术学院就讀，学习舞台表演。 在大学期间，她主修大众媒体传播，并輔修西班牙语。 她有一个姐姐（杰西卡）和两个兄弟（阿西斯和哈维尔）。 她的哥哥哈维尔洛佩斯是哈佛大学的毕业生，也是迈阿密的商业诉讼律师。 2010年，她被OK雜誌评选为50位最性感單身女性中的其中一位。 
2018年5月28日，Loren与前NFL球员Matt Leinart结婚。 

## 职业生涯
乔西‧罗兰在 汉娜*蒙塔娜 飾演角色Holly，在一集"People Who Use People"中與大勢偶像麦莉*赛勒斯合作。罗兰决定要在演艺界功成名就，之後就在中等獲得角色，並在Nickelodeon系列中Drake＆Josh 的其中两集飾演玛丽亚。 2007年，罗兰在迪士尼系列Cory 中， 在剧集“Get Smarter”裡飾演潔西卡。 
她下一个作品是The Bill Engvall Show，这部劇讓她被選為Diego Nunez所編導的短劇Hardly Married的其中一角。接著她又出演了Christmas in Paradise，以及2008年的漫画剧This Is Not a Test，與Hill Harper, Robinne Lee 和 Tom Arnold合作出演。 罗兰随后在著名電影17再次 中獲得更多人氣，電影由Burr Steers 指導，出演的有柴克·艾弗隆, 马修派瑞以及蜜雪兒·柴藤伯。 在2009年，罗兰出演了迪士尼电影 Hatching Pete 中的一角。后一年，她在 ABC的家庭 的系列Make It or Break It中主演，劇中描述一群想參加奧運的體操運動員的冒險。
2014年七月，罗兰在第七(最終)季的犯罪连续剧心計中擔任固定角色，飾演菜鳥FBI探員米歇尔维加